# بودجو إمبريالي
بودجو إمبريالي (بالإيطالية: Poggio Imperiale)‏ هي بلدية في مقاطعة فودجا في إقليم بوليا الإيطالي.

## السكان
في سنة 1861 بلغ عدد السكان 1٬252 نسمة، وتطور العدد ليصل في سنة 2011 لـ 2٬819 نسمة.
يظهر هذا المخطط البياني تطور النمو السكاني لـ بودجو إمبريالي